# Église de Kitee

L'église de Kitee (en finnois : Kiteen kirkko) est une église située à Kitee en Finlande. 

## Architecture
L'église en pierres grises conçue par Frans Anatolius Sjöström est terminée en 1886 et inaugurée durant l'épiphanie de 1887.
L'église a 1500 sièges.
Le retable est une reproduction de la Cène de Léonard de Vinci.
Les orgues à 28 jeux sont de la Fabrique d'orgues de Kangasala.
L'intérieur de l'église es incendiée en 1887.
L'église restaurée est à nouveau inaugurée en 1990.